# جیغ ۴
جیغ ۴ (به انگلیسی: Scream 4) نام فیلم ترسناک آمریکایی است. این فیلم چهارمین قسمت از مجموعه فیلم‌های جیغ به‌شمار می‌رود. این فیلم در ۱۵ آوریل سال ۲۰۱۱ منتشر شد. این فیلم را وس کریون کارگردانی کرده‌است. نو کمبل، کورتنی کاکس، دیوید آرکت، اما رابرتس، آدام برودی و هیدن پنیتیر بازیگران این فیلم هستند.